# Leonardo Montaldo
Leonardo Montaldo (San Martino di Paravanico, 1319 – Genova, 14 giugno 1384) fu il 10º doge della Repubblica di Genova.

## Biografia

### Primi anni

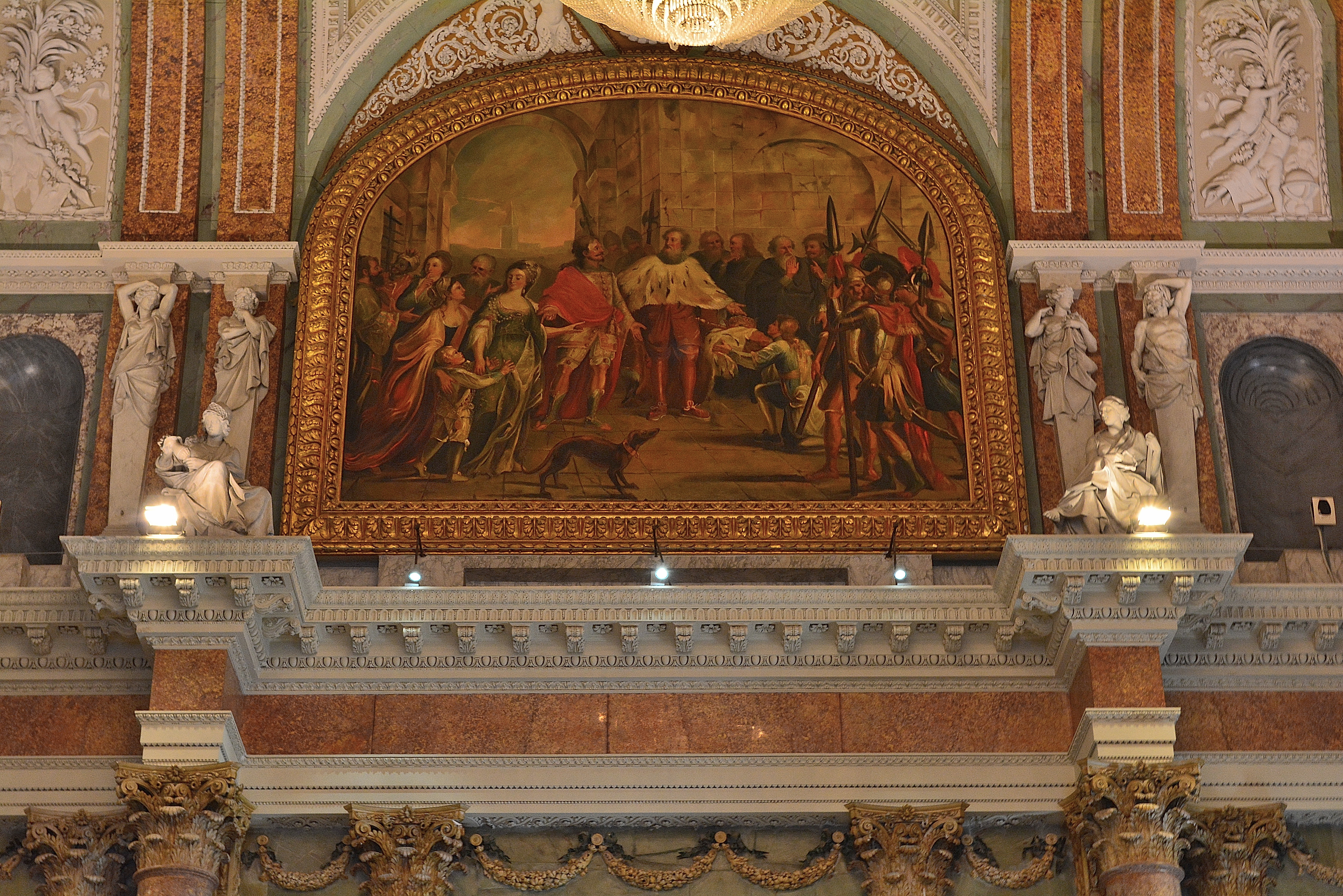
Lunetta del Palazzo Ducale di Genova raffigurante il doge Leonardo Montaldo che libera il re di Cipro. Dipinto di Emanuele Tagliafichi.

Nativo di San Martino di Paravanico, odierna frazione di Ceranesi nell'alta val Polcevera, fu il figlio di Paolo Montaldo (ignoto il nome della madre) quest'ultimo molto legato alla figura del primo doge Simone Boccanegra e che portò in alto il nome e il prestigio della famiglia Montaldo. Secondo alcune fonti l'origine familiare dei Montaldo andrebbe da ricercare nell'Oltregiogo genovese e nel territorio di Gavi in particolare.
Negli scritti e negli annali, il nome di Leonardo Montaldo è citato per la prima volta nel 1344 in una causa riguardante la genovese basilica di San Siro dove il padre Paolo ne era giudice. La sua prima carica pubblica risale, invece, al 1351 quando fu inviato dal doge Giovanni da Valente nel mar Nero in qualità di console di Caffa, in Crimea.
Con il ritorno al potere di Simone Boccanegra, rivestì la carica di ambasciatore della Repubblica presso il sovrano Pietro I di Castiglia nel 1356 a cui si aggiunse, nel 1357, una nuova nomina a vicario ducale per conto del doge. Per le sue qualità diplomatiche fu nell'aprile del 1358 chiamato a trattare nell'isola di Corsica la disputa tra i baroni feudali e i contadini locali del nord; il 12 ottobre, dopo aver conquistato l'importante roccaforte baronale di Cinarca, davanti alla sua persona fu trattata la dedizione corsa a Genova presso il castello di Calvi. Fu invece l'imperatore Carlo IV di Lussemburgo a investire Leonardo Montaldo dell'onorificenza di conte palatino - il 7 aprile del 1359 - dopo la fortunata missione alla corte imperiale che vide conferire al doge Boccanegra i titoli di vicario imperiale e di ammiraglio.
La dominazione genovese in Corsica, formalmente accettata pure dall'imperatore dopo la missione del Montaldo nel 1359, causò inevitabilmente uno scontro con il re Pietro IV d'Aragona che portarono il doge a cercare una mediazione e trattativa diplomatica della questione corsa. Gli ambasciatori della corona aragonese da una parte, Leonardo Montaldo dall'altra e con un marchese Giovanni II del Monferrato nel ruolo di pacere, cercarono quindi un'intesa ad Asti che arrivò solamente nel 1363. Leonardo Montaldo non fu però il protagonista finale della trattativa in quanto, dopo aver ricevuto alcune terre in Sardegna quale "imbonimento", venne richiamato nel capoluogo ligure e sostituito da Gabriele Adorno nel 1360 per alcuni sospetti avanzati dal Boccanegra.
Successiva fu la sua nomina a vicario di Chiavari e la spedizione ancora in altre missioni per Genova a Firenze e Venezia. Singolare fu la sua promozione a capitano generale dei domini genovesi in Romània e quindi di podestà a Pera (l'odierna Beyoğlu, in Turchia) perché, stando ad alcune interpretazioni avanzate dagli storici, non furono nomine dettate dalle qualità diplomatiche ed organizzative (pur avendone) piuttosto quali scelte dogali per un allontanamento "di Stato" di Leonardo Montaldo, oramai considerato da Simone Boccanegra come un vero e proprio avversario politico. In terra turca, tuttavia, riuscì con i pochi mezzi e uomini a disposizione a gestire brillantemente la situazione instaurando, tra l'altro, un ottimo rapporto con l'imperatore bizantino Giovanni V Paleologo che gli fece dono della preziosa reliquia del volto di Gesù impresso in un lenzuolo di lino (conservata a Genova nella chiesa di San Bartolomeo degli Armeni).
Solamente nel 1363, alla morte di Simone Boccanegra, Leonardo Montaldo fece ritorno a Genova al cospetto del nuovo doge Gabriele Adorno che gli annullò ogni incarico istituzionale. Spinto dalle famiglie Doria e Del Carretto tentò nel 1365 un assalto al palazzo Ducale, e quindi all'abdicazione del doge Adorno, evento che non solo fallì ma che lo costrinse ad un rapido allontanamento da Genova e trovare rifugio a Pisa. Ritentò l'impresa nel 1366, ma anche questa volta il colpo di Stato fu fallimentare e dovette rifugiarsi in esilio presso la corte dei Visconti ad Asti fino al 1371. Con la deposizione di Gabriele Adorno e l'ascesa di Domenico Fregoso, Leonardo Montaldo fu richiamato nel capoluogo ligure con la nomina di ufficiale dell'Annona e, dal 1375, come membro del Consiglio degli anziani.
Per le sue qualità sul campo, soprattutto in Oriente, venne quindi nominato dal nuovo doge Nicolò Guarco, nel 1378, come capo della spedizione inviata alla pace di Torino del 1381 per ridistendere i rapporti tra la Repubblica di Genova e la Repubblica di Venezia dopo la guerra di Chioggia.

### Il dogato
Nel 1383 approfittò della situazione sfavorevole che si creò tra il dogato del Fregoso e il popolo per tentare una nuova scalata al potere. Fuggito Domenico Fregoso il 5 aprile, e nominato l'artigiano Federico da Pagana quale successore il 7 aprile, riuscì ad imporsi davanti alla commissione composta da quaranta cittadini rispetto all'altro candidato Antoniotto Adorno, quest'ultimo non ben voluto dall'organo elettore. Secondo alcune fonti storiche la nomina di Leonardo Montaldo fu acconsentita dalla commissione poiché egli stesso promise di governare la Repubblica per un intero semestre soltanto.
Tra i suoi primi atti da doge decise la scarcerazione del re Giacomo I di Cipro, clemenza dogale che fu pagata a caro prezzo dal sovrano cipriota in quanto, di fatto, tra tributi, agevolazioni e libero commercio genovese, consegnò la sovranità genovese su Famagosta e dell'intera isola nella sostanza. La gestione interna della repubblica attuata dal doge Leonardo Montaldo fu alquanto felice e pacifica per le nuove misure fiscali popolari che portarono ad un clima di benessere tra "il palazzo" e il popolo, situazione nuova e stabile dopo decenni di congiure e rivolte di piazza. Una gestione politica e sociale che allo scadere dei sei mesi nessuno si oppose al tra l'altro legittimo mandato del Montaldo.
Tuttavia, nel 1384 dovette affrontare una violenta epidemia di peste che colpì Genova e nonostante gli sforzi per arginare la malattia fu egli stesso vittima del contagio. Dopo tre giorni di agonia, il 14 giugno del 1384 il doge Leonardo Montaldo trovò la morte. Il giorno dopo fu eletto undicesimo doge della repubblica Antoniotto Adorno che dedicò al suo predecessore solenni funerali presso la cattedrale di San Lorenzo ove fu sepolto.
Leonardo Montaldo fu anche, prima della nomina dogale, capitano di Genova. Ebbe due mogli: Caterina Scaletta e Bartolomea Ardimenti dalle quali ebbe numerosi figli; tra questi Antonio Montaldo, futuro doge nel 1392.